# Шактенваж
Шактенваж (Шактенважи, мар. Шактемваж) — упразднённая деревня в Горномарийском районе Марий Эл Российской Федерации. Входила в состав Виловатовского сельского поселения. В 2024 году включена в состав села Кожважи.

## География
Располагается в 10 км от административного центра сельского поселения — села Виловатово, на границе с Чувашией.

## История
Название деревни переводится с марийского как шумящий источник. Впервые упоминается в 1795 году. В 1930 году в деревне был организован колхоз «Вик».

## Население
| 2002 | 2010 |
| ---- | ---- |
| 85   | ↘75  |